# ウェブリング
ウェブリング(Webring)とは、インターネット上において、特定の定義を持ったウェブサイトを繋ぎ合わせるリンク、またはそのために構築されたシステムのこと。語源は「World Wide Web」+「リング」。

## 解説
特定の定義を持ったウェブサイトをつなぎ合わせることで、閲覧者は目的の情報にたどり着きやすくなる、また同じテーマのウェブサイトを探しやすくなるなどの利点がある。Webクローラーの実装が不要で、手動でサイトを関連付けるため、検索エンジンと比較して実現の難易度は低い。
システムが構築されている場合、サイトのURLを登録することによってID(識別番号)が割り当てられ、所定のHTMLをサイトに埋め込むことで、登録されたサイトを繋ぐリンクが生成される。
ウェブリングでは基本的に、IDの前後のサイトへ移るリンク、登録されたサイトのいずれかへランダムで移るリンク、ウェブリングの趣旨説明や登録ページへ移るリンクなどが用意されている。
ウェブリングから脱退する場合は、埋め込んでいたHTMLを取り除くだけでなくシステムからも解除する必要があるが、システムの解除を行わずに片方向のみのリンクとなってしまい、リングの役目が果たされず問題となることがある。

## 歴史
インターネットの黎明期の1990年代にはコミュニティを発展させるのに一定の役割を果たしたが、近年では検索エンジンが進歩し、利用者が大きく減少している。
日本の大手ウェブリングサービス・ウェブリングJapan（兼松コミュニケーションズが運営）は2007年3月31日をもって新規登録を終了、同年4月30日には全サービスを終了した。
2008年4月からウェブリングJapanと別法人であるI'veRING Networkが再度「webring.ne.jp」のドメインを取得し、ベータサービスの提供に向け準備を開始した。
I'veRING Networkは2009年2月1日にBlinkLABへ社名変更し、現在は正式サービスを行っている。